# Девојко мала
„Девојко мала“ је чувена пјесма ,шлагер, коју је компоновао Дарко Краљић, а отпјевао Властимир „Ђуза“ Стојиљковић за филм Љубав и мода 1960. године, у којем је глумио главну улогу. Пјесма је постала популарна широм бивше Југославије а касније и у Русији.
Музичка група „Идоли“ је касније, 1981. године, исту пјесму извела на свом првом албуму „Вис Идоли“. Пјесма је постала можда најпопуларнија у овом облику, за који је снимљен и видео-спот.
Хрватска група Кубизмо је снимила сопствену верзију ове пјесме, али дјелимично на шпанском, под насловом „Нина Бонита“. Влада Дивљан је такође учествовао у извођењу.